# Louis Boucherat
Pour les articles homonymes, voir Boucherat.
Louis Boucherat, comte de Compans, magistrat français, né à Paris le 26 août 1616, chancelier de France en 1685, mort le 2 septembre 1699.

## Biographie
D'une famille de Troyes, Louis Boucherat est le fils de Jean Boucherat, conseiller du Roi aux Conseils d'État et privé, maître ordinaire en sa Chambre des comptes, et de Catherine de Machault. Marié avec Françoise Marchant puis avec Anne-Françoise de Loménie (veuve de Nicolas Bretel de Grémonville et nièce de Jacques Danes), il est le beau-père d'Henri de Nesmond, d'Antoine Barillon de Morangis, d'Henri de Fourcy et de Nicolas Auguste de Harlay.
Il commence une carrière de parlementaire : conseiller au parlement de Paris en 1641, maître des requêtes en 1643.
Il fut sous Louis XIV intendant de Guyenne, de Languedoc, de Picardie, de Champagne. Il fut conseiller d'État en 1662. Il fut trois fois commissaire du roi aux  États de Languedoc et dix fois aux États de Bretagne. En 1681 il devint conseiller au Conseil royal des finances, et fut nommé chancelier de France à la mort de Michel Le Tellier, en 1685, charge qu'il exerça du 1er novembre 1685 au 2 septembre 1699. 
Il eut à mettre à exécution l'édit sur la révocation de l'édit de Nantes, que son prédécesseur venait de signer.
Déjà âgé lors de sa nomination, Boucherat ne semble pas avoir pesé d'un grand poids dans le gouvernement de Louis XIV. Il n'obtint jamais la dignité de ministre d'État et, sous son cancelleriat, la chancellerie de France se trouva de plus en plus réduite à ses attributions judiciaires.
Le Mobilier national conserve une tapisserie dite "chancellerie" (des Gobelins ?) dont la bordure porte ses armes, traditionnel présent du roi à son chancelier ou Garde des Sceaux lors de son entrée en fonctions.

## Iconographie
Une médaille à l'effigie de Louis Boucherat fut exécutée par le graveur Michel Mollart en 1685, à l'occasion de l'accession du modèle à la dignité de chancelier. Un exemplaire en est conservé au musée Carnavalet (ND 0567). Une gravure de Nicolas Arnoult réalisée d'après un tableau d'Antoine Dieu, le représente en robe de chancelier avec, en bas et à gauche de la gravure, son sceau.
Un tronçon de l'actuelle rue de Turenne à Paris s'appelait rue de Boucherat autrefois (mention encore visible, gravée en hauteur d'un angle nord-ouest de la rue), et il y reste une fontaine nommée fontaine Boucherat, ainsi qu'un panneau historique de la ville de Paris mentionnant l'achat puis la reconstruction par le Chancelier Boucherat de l'Hôtel d'Ecquevilly, dit du Grand-Veneur, 60 rue de Turenne, à partir de 1686. À cette date, le chancelier Boucherat était propriétaire depuis 1660 de l'hôtel de Hesse voisin.

## Sources
Cet article comprend des extraits du Dictionnaire Bouillet. Il est possible de supprimer cette indication, si le texte reflète le savoir actuel sur ce thème, si les sources sont citées, s'il satisfait aux exigences linguistiques actuelles et s'il ne contient pas de propos qui vont à l'encontre des règles de neutralité de Wikipédia.
- Thierry Sarmant et Mathieu Stoll, Régner et gouverner : Louis XIV et ses ministres, Paris : Perrin, 2010  (ISBN 978-2-262-02560-1), notamment p. 227-229.